# 波浮の港
「波浮の港」（はぶのみなと）は1923年に野口雨情が発表した詞に、中山晋平が作曲した歌曲である。
レコードは1928年5月に佐藤千夜子が日本ビクターから、その2ヶ月後の7月には藤原義江が同じくビクターから高額な赤盤レコードとして発売している。このレコードは当時（2種計で）10万枚を売り上げるヒットになった。日本ビクターの社史では「ビクター初のヒット曲」と記されている。
本歌の舞台である波浮港村（はぶみなとむら）は伊豆大島南東部の村である。島の中心部の新島村（1940年に新島村が元村と改称するまで大島にあるのが新島村で、新島にあるのは新島本村だった）からも三原山を挟んで反対側にあるわびしい漁村であった。
作詞にあたり雨情は現地には全く行かず、地図さえも確かめなかった。このため、歌詞が必ずしも現地の風景に忠実でない部分がある。東を海に面し西側に山を背負って全く夕日が見えない波浮港に「夕焼け」を見せる点や、雨情の故郷の磯原にはたくさんいるものの、大島には全くいない海鵜が登場する点がそれにあたる（長良川の鵜飼いに使う海鵜も、磯原に近い茨城県十王町産である）。
詞は1923年(大正12年)に雑誌「婦人世界」にてタイトル「ハブの港」発表。1924年(大正13年)の雨情民謡百篇(出版・新潮社)にも収録されている。

## 歌詞
1. 磯の鵜の鳥ゃ 日暮れにゃ帰る
波浮の港にゃ 夕焼け小焼け
明日の日和は ヤレホンニサ なぎるやら
2. 船もせかれりゃ 出船の仕度
島の娘たちゃ 御神火暮らし
なじょな心で　ヤレホンニサ いるのやら
3. 島で暮らすにゃ 乏しゅうてならぬ
伊豆の伊東とは 郵便だより
下田港とは ヤレホンニサ 風だより
4. 風は潮風　御神火おろし
島の娘たちゃ 出船の時にゃ
船のとも綱 ヤレホンニサ 泣いて解く
5. 磯の鵜の鳥ゃ 沖から磯へ
泣いて送らにゃ 出船もにぶる
明日も日和で ヤレホンニサ なぎるやら

雨情の詩は、上記のように本来5節ある。佐藤千夜子のレコードでは5番まで歌われているが、藤原義江のレコードでは2番までしか歌われておらず、それぞれ3行目を繰り返している。
例
1. 磯の鵜の鳥ゃ日暮れにゃ帰る
波浮の港にゃ夕焼け小焼け
明日の日和はヤレホンニサなぎるやら
明日の日和はヤレホンニサなぎるやら

## 評価
- 離れ島のわびしさや、はるばる来た旅人に出船の時は泣いて別れを惜しむ島の娘の素朴な心情が多くの日本人の共感を呼び、佐藤と藤原のどちらのレコードも大ヒットになった。
- 西部邁（評論家）は次のように評価している。「頂戴したCDに鮫島有美子さんの『波浮の港』（野口雨情作詞）が入っていて、その三番目、『島で暮らすにゃ、乏しゅうてならぬ、伊豆の伊東とは郵便だより、下田港（みなと）とはヤレホンニサ風だより』をよくうたった。『乏しい』のは、貧しさそのものではなく、『便りがない』ことだというのが秀逸であるし、イ『ト（ウ）ト』ハあるいはミナ『トト』ハというふうにトが続くところに、大島と本島とのあいだの隔たりがうまく表現されていて絶妙と感じた。鮫島さんの美しいのみならず深いソプラノを聞いて、ダミ声で演歌をうたっていた自分が少し恥ずかしくなりもした。」[4]